# TSG Westerstede
O TSG Westerstede, conhecido também como TSG Eagles, é um clube de basquetebol baseado em Westerstede, Alemanha que atualmente disputa a Liga Regional Norte, correspondente à quarta divisão do país. e manda seus jogos no Brakenhoffhalle.

## Histórico de Temporadas
| Temporada | Nível | Liga           | Pos. | Resultado |
| --------- | ----- | -------------- | ---- | --------- |
| 2008–09   | 5     | 2.Regionalliga | 5º   |           |
| 2009–10   | 5     | 2.Regionalliga | 4º   |           |
| 2010–11   | 5     | 2.Regionalliga | 3º   |           |
| 2011–12   | 5     | 2.Regionalliga | 2º   |           |
| 2012–13   | 5     | 2.Regionalliga | 2º   |           |
| 2013–14   | 5     | 2.Regionalliga | 2º   |           |
| 2014–15   | 5     | 2.Regionalliga | 2º   |           |
| 2015–16   | 5     | 2.Regionalliga | 2º   | Promovido |
| 2016–17   | 4     | Regionalliga   | 9º   |           |
| 2017-18   | 4     | Regionalliga   | 9º   |           |
| 2018-19   | 4     | Regionalliga   | 14º  |           |

fonte:eurobasket

## Títulos

### 2.Regionalliga Norte-Oeste
- Finalista (5): 2011-12 a 2015-16